# Igeltjärnen (Stora Kopparbergs socken, Dalarna, 673256-148649)
Igeltjärnen är en sjö i Falu kommun i Dalarna och ingår i Dalälvens huvudavrinningsområde. Sjön har en area på 0,0481 kvadratkilometer och ligger 166,3 meter över havet.

## Delavrinningsområde
Igeltjärnen ingår i det delavrinningsområde (673123-148684) som SMHI kallar för Mynnar i Rogsån. Medelhöjden är 179 meter över havet och ytan är 12,46 kvadratkilometer. Det finns inga avrinningsområden uppströms utan avrinningsområdet är högsta punkten. Vattendraget som avvattnar avrinningsområdet har biflödesordning 5, vilket innebär att vattnet flödar genom totalt 5 vattendrag innan det når havet efter 231 kilometer. Avrinningsområdet består mestadels av skog (84 procent). Avrinningsområdet har 0,05 kvadratkilometer vattenytor vilket ger det en sjöprocent på 0,4 procent.